# Świerk himalajski
Świerk himalajski (Picea smithiana (Wall.) Boiss.) – gatunek wiecznie zielonego drzewa z rodziny sosnowatych (Pinaceae). Świerk tego gatunku występuje w stanie dzikim w zachodnich Himalajach, od Afganistanu do Nepalu.

## Morfologia

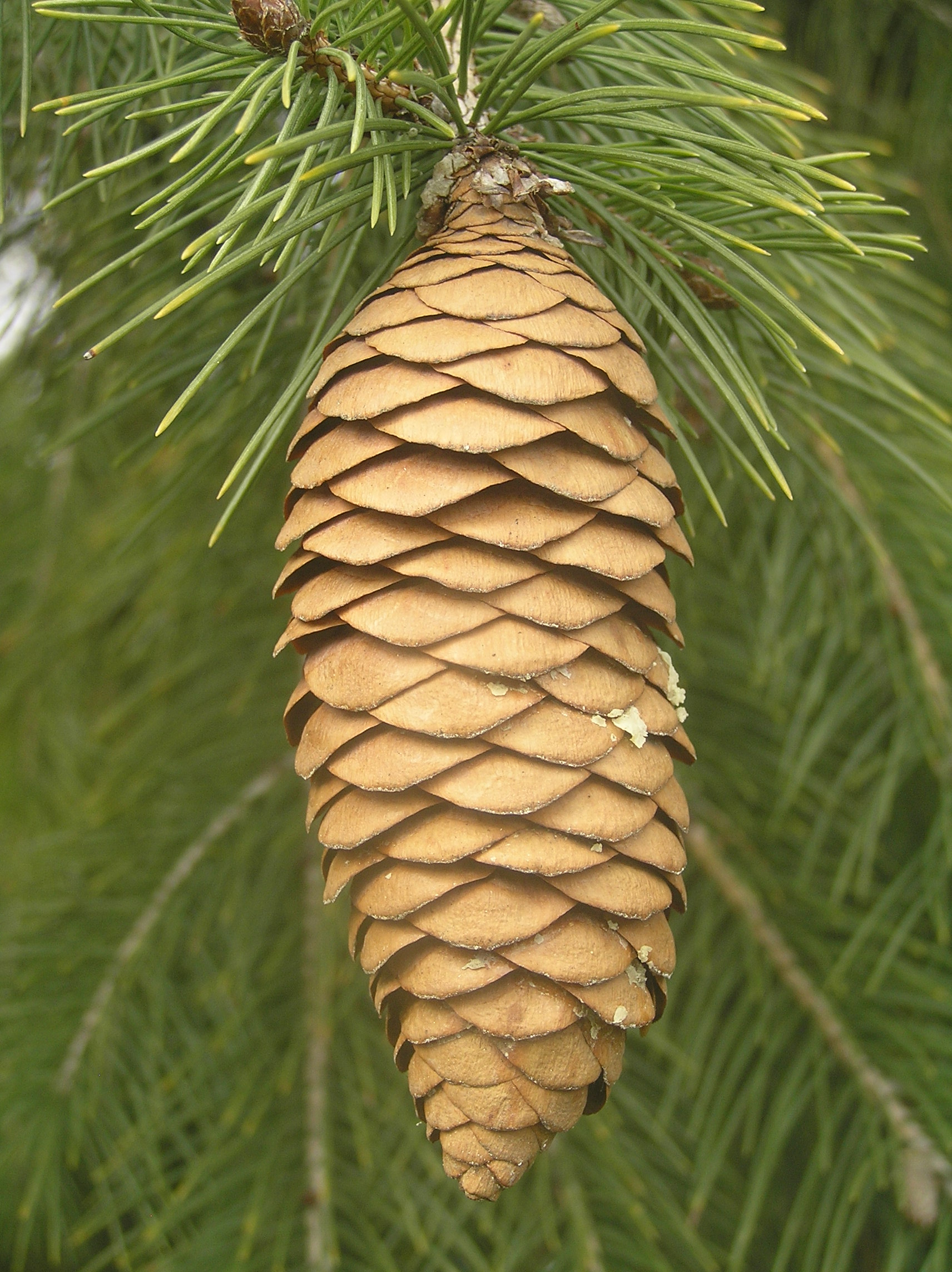
Szyszka

PokrójKorona wąska, stożkowata,  z wiekiem staje się poszarpana. Konary zwisają delikatnie do dołu.
PieńProsty, osiąga wysokość 60 m i obwód do 200 cmy
KoraBrązowa lub szara, podzielona na zaokrąglone płaty.
LiścieCiemnozielone, matowe, ułożone promieniście igły, długości do 4 cm. Są smukłe, ostre i mają mniej więcej kwadratowy przekrój.
KwiatyDrzewo jednopienne. Kwiaty żeńskie są ciemnozielone lub zielonofioletowe, szyszeczkowate, wyrastają pionowo na końcach pędów. Kwiaty męskie ułożone bocznie u nasady igieł, żółtawe, długości do 3 cm.
SzyszkiMają długość do 20 cm i łuski gładko obrzeżone. Dojrzewając zwieszają się, początkowo są jasnozielone, z czasem brązowieją.

## Biologia i ekologia
Przystosowany do życia na dużych wysokościach. W wyższych partiach rośnie razem z cedrem himalajskim i sosną himalajską.

## Zastosowanie
- Drzewo ozdobne – ze względu na atrakcyjny wygląd sadzone w parkach i ogrodach[6].